# Алозаври
Алозаврите (на латински: Allosaurus; на старогръцки: αλλος – странен, σαυρος – гущер) са род хищни динозаври живели преди около 155 до 145 млн. години, през късния юрски период. Средната дължина на алозаврите е 8,5 м, като най-големият известен алозавър е дълъг 9,7 м.

## Видове
- A. fragilis Marsh, 1877
- A. europaeus Mateus, 2006
- A. jimmadseni Chure & Glut, 2000 – 2003
- A. tendagurensis Werner Janensch, 1925

## Описание
Алозавърът може да развие скорост до 30 km/h на два крака. На значително по-късите си предни крайници има три пръста, един от които – дълъг близо 25 cm. Ставата на този пръст позволява на нокътя да се обръща навътре. Задните крайници на алозавъра също имат три пръста. За разлика от тези на предните, те не са снабдени със закривени нокти, а по-скоро с широки копита. Черепът на алозавъра е дълъг ок. 1 метър. Челюстта му е въоръжена с над 70 зъба, като някои от тях – дълги до 8 cm. Зъбите са закривени, остри и назъбени, което ги прави идеално пригодени за откъсване на парчета месо от едри растителноядни динозаври. Ако някой от тях се счупи при лов, веднага на негово място израства друг.

## Хранене и лов
Алозавърът се храни с плячка с всякакви размери. Едрата плячка често поваля в група. За да убие жертвата си, просто къса парчета месо от нея, докато тя не умре от шок или загуба на кръв. Този хищник се храни и с мърша, като улавя миризмата ѝ с помощта на острото си обоняние.